# Torneo de Berlín 2004
El Ladies German Open 2004 fue un torneo de tenis femenino, disputado del 3 al 9 de mayo de 2004. Fue un evento de categoría Tier I que se jugó en canchas de polvo de ladrillo como preparativo para el segundo Grand Slam del año, Roland Garros. Fue la 89.ª edición del torneo y tuvo lugar en el Rot-Weiss Tennis Club en la capital alemana, Berlín.

## Campeonas

### Individual femenino
Amélie Mauresmo venció a  Venus Williams por W/O.

### Dobles femenino
Nadia Petrova /  Meghann Shaughnessy vencieron a  Janette Husárová /  Conchita Martínez por 6–2, 2–6, 6–1.